# 霍羅舍奧濟羅

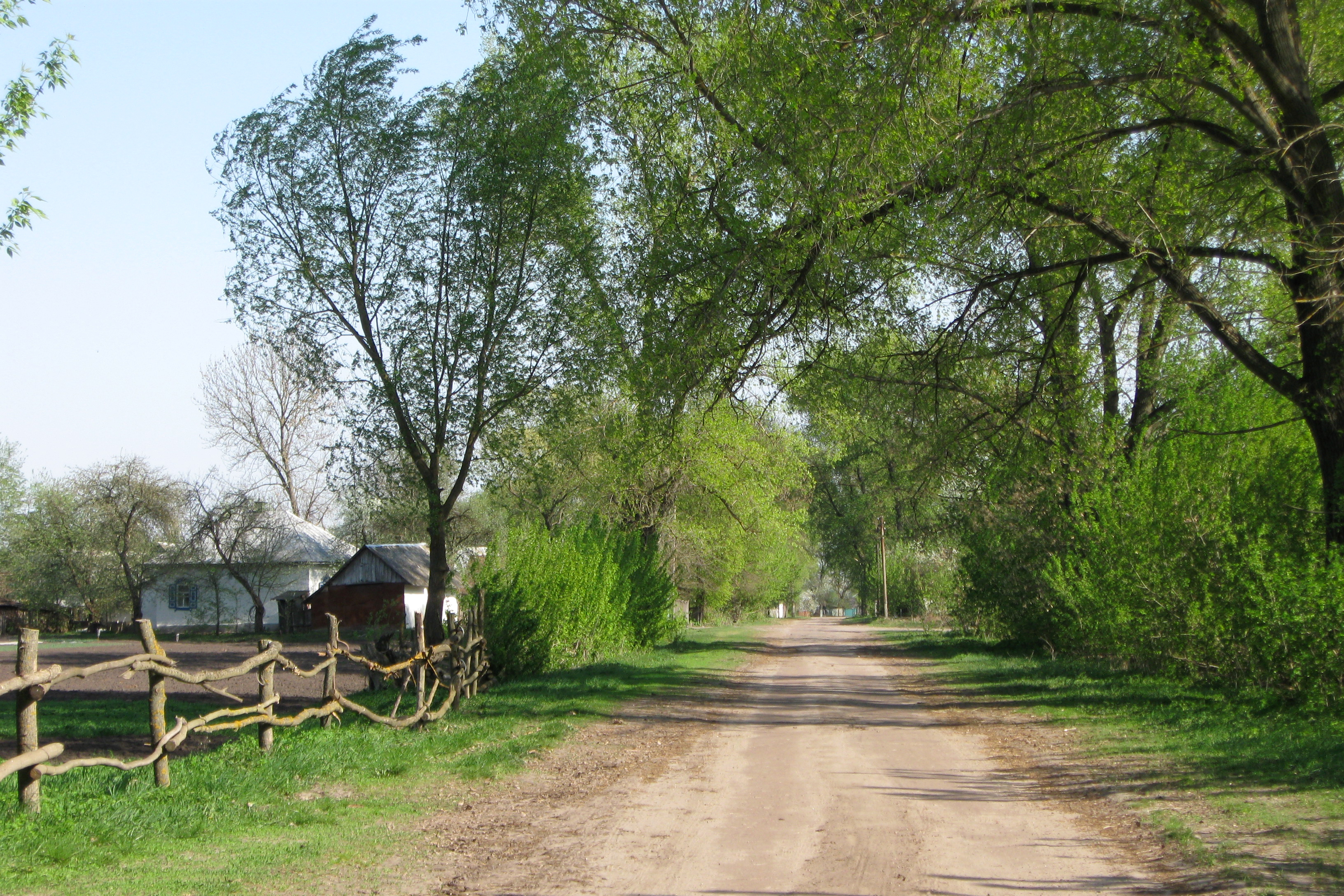

51°6′1″N 32°14′53″E / 51.10028°N 32.24806°E
霍羅舍奧濟羅（烏克蘭語：Хороше Озеро），是烏克蘭北部的村莊，隸屬切爾尼希夫州的尼任區。該村面積4平方公里，海拔高度133米，2024年人口648，人口密度每平方公里265.3人。